# Instituto Oceanográfico de Venezuela
El Instituto Oceanográfico de Venezuela, IOV es una institución académica y de investigación de la Universidad de Oriente que se especializa en docencia e investigación básica y aplicada en los campos de biología marina, oceanografía, y biología pesquera.
El instituto se localiza en el campus Cerro Colorado del Núcleo Sucre de la Universidad de Oriente en Cumaná. Sus instalaciones incluyen dos edificios los cuales albergan oficinas administrativas, laboratorios, aulas y la Biblioteca Rafael Antonio Curra - una colección de libros y revistas especializadas en biología marina y oceanografía.

## Historia
Al fundarse la Asociación Venezolana para el Avance de la Ciencia (AsoVAC) en 1950 bajo la dirección del insigne médico e investigador Francisco De Venanzi surge la inquietud de crear un centro de investigaciones oceanográficas en Venezuela.
El Instituto Oceanográfico de Venezuela fue creado mediante la Resolución Presidencial 459 del 21 de noviembre de 1958 de la Junta de Gobierno presidida por Édgar Sanabria, como el núcleo inicial de la Universidad de Oriente. El instituto inició sus labores en las instalaciones del Laboratorio de Biología Marina del Ministerio de Agricultura y Cría en Caigüire, Sucre, y se mudó a su sede definitiva en Cerro Colorado, en la ciudad de Cumaná, en 1963.
Es uno de los más antiguos e importantes centros de docencia e investigación oceanográfica de la región del Caribe y América Latina.
Su primer director fue el doctor Pedro Roa Morales, un destacado especialista en geología marina y sedimentología egresado de la Universidad de Sorbona, en París.

## Directores del Instituto Oceanográfico de Venezuela
{{Lista de columnas|3|
- Félix Adolfo Balda Contreras
- Fernando Cervigón
- Rafael Antonio Curra
- Hugo J. Ferrando
- Fritz Gessner[6]
- Luis Herrera
- Ildefonso Liñero Arana
- Taizo Okuda
- Mayré Jiménez Prieto
- Gregorio Reyes
- Pedro Roa Morales
- Johanna Fernández